# I'm Good, I'm Gone
I'm Good, I'm Gone è un singolo estratto dall'album Youth Novels della cantante Lykke Li. Prodotto da Björn Yttling dei Peter Bjorn and John e co-prodotto da Lasse Mårtén, il singolo è stato pubblicato in Svezia il 14 gennaio 2008. Rolling Stone posiziona I'm Good, I'm Gone al ventiquattresimo posto nella classifica dei migliori singoli del 2008.

## Curiosità
Il brano è stato inserito nella colonna sonora del videogioco FIFA 09 ed è l'unico svedese nella lista.

## Classifiche
| Chart (2008)     | Peak position |
| ---------------- | ------------- |
| Belgio (Fiandre) | 13            |
| Gran Bretagna    | 152           |
| Svezia           | 58            |